# Calamus pandanosmus
Calamus pandanosmus är en enhjärtbladig växtart som beskrevs av Caetano Xavier Furtado. Calamus pandanosmus ingår i släktet Calamus och familjen Arecaceae. Inga underarter finns listade i Catalogue of Life.